# Nea Salamis Famagusta FC
Nea Salamis Famagusta FC, også kendt som Nea Salamina Famagusta FC (Græsk: Νέα Σαλαμίνα Αμμοχώστου) er en professionel fodboldklub fra byen Ammochostos (bedre kendt under navnet Famagusta) på Cypern. Klubben har været en såkaldt "flygtningeklub" siden den Tyrkiske invasion af Cypern i 1974 da Tyrkiet besatte den nordlige del af øen, klubben opererer midlertidigt fra Larnaca.
Klubbens mest bemærkelsesværdige bedrifter var deres sejrer i Cypern Cuppen og Cypern Super Cuppen i 1990. Deres højeste position i Cyperns Førstedivision er tredjepladsen.

## Historiske slutplaceringer
| Sæson   | Niveau | Liga            | Placering | Kilde  | Notering |
| ------- | ------ | --------------- | --------- | ------ | -------- |
| 2008/09 | 2.     | Second Division | 3.        | [ 1 ]  |          |
| 2009/10 | 1.     | First Division  | 13.       | [ 2 ]  |          |
| 2010/11 | 2.     | Second Division | 2.        | [ 3 ]  |          |
| 2011/12 | 1.     | First Division  | 7.        | [ 4 ]  |          |
| 2012/13 | 1.     | First Division  | 11.       | [ 5 ]  |          |
| 2013/14 | 1.     | First Division  | 7.        | [ 6 ]  |          |
| 2014/15 | 1.     | First Division  | 9.        | [ 7 ]  |          |
| 2015/16 | 1.     | First Division  | 6.        | [ 8 ]  |          |
| 2016/17 | 1.     | First Division  | 7.        | [ 9 ]  |          |
| 2017/18 | 1.     | First Division  | 7.        | [ 10 ] |          |
| 2018/19 | 1.     | First Division  | 5.        | [ 11 ] |          |
| 2019/20 | 1.     | First Division  | p.        | [ 12 ] | pandemin |
| 2020/21 | 1.     | First Division  | 11.       | [ 13 ] |          |
| 2021/22 | 2.     | Second Division | .         | [ 14 ] |          |
| 2022/23 | 1.     | First Division  | 8.        | [ 15 ] |          |